# 天國之吻
《天國之吻》，是日本漫畫家矢澤愛的作品之一。為一講述服裝設計的故事，是作者的另一部作品《近所物語》的延伸作。

## 故事簡介
《天國之吻》的故事背景建立在近現代，講述日本少女早阪紫接觸服裝設計界延伸的經歷。早阪紫原本只是一個平凡的高中生，她雖然就讀明星學校清榮學園，但因成績不優異無法令母親滿意，當她正懷疑自己的人生價值時碰上了一群來自矢澤藝校想當設計師的學生，這4個學生共同經營一個自創品牌「天國之吻」，當時他們正在為校慶服裝比賽找模特兒，碰巧他們發現了紫，想請她當他們的模特兒，起先紫十分排斥當他們的模特兒，但之後為了想讓自己有不同的體驗而答應。之後便與天國之吻的首領喬治相戀，為了反抗家裡紫便逃家與喬治同居。雖然之後二人大吵一架，但是紫也因此確認了自己想當模特兒的夢想。喬治的冷漠總是令紫火冒三丈，她在愛與恨之間迷失，因為她需要的和喬治太不同了。
最後紫跟喬治發現兩人雖相愛但理想各不相同，喬治最後為了當上高級訂製服設計師而遠赴法國，紫留在日本繼續模特兒事業。最後喬治把所有天國之吻的衣服留給了紫，喬治曾說過天國之吻的衣服只有一個人能穿，那就是紫。雖然喬治和紫彼此相愛，卻無法好好相處，但漫不經心的喬治把所有天國之吻的衣服全留給了紫，比起任何事也更能表達對紫對他的重要。這個故事有一個很特殊的地方，不強調「為愛放棄一切」，故事結局將此概念完全顛覆。故事說明了追尋理想的重要，兩個理想相背馳的情侶，終究還是會分手。
作者近年來的作品一直是走現實的路線，沒有任何事能讓男女主角分離的情節，不會發生在他的故事裡。漫畫中，除了劇情外，美麗的衣服和首飾也是特別之處。由於是敘述服裝設計，且作者本身也修習過設計，因此故事中的服裝配件都非常考究，除了虛構的天國之吻品牌外，也可看到許多不同國際品牌配件的出現，像是第四集紫走秀時，紫的經紀公司社長嶋本梢揹的包包就是火紅一時的機車包。

## 登場人物

### 主要人物
早坂紫（配音：山田優（日本）；冯骏骅（中国大陆）（香港）丘梅君 （台灣）；林芷筠（香港) ）
本作女主角。原本是一個平凡的高中女生，就讀明星學校清榮學園，其母虛榮，故只疼愛成績好表現優異的弟弟，但她與弟弟感情卻不錯，為天國之吻的模特兒，一開始暗戀同班的德森浩行，但後來喜歡上喬治。發現自己的夢想為當模特兒後，高中畢業後便踏入模特兒界，加入由實果子朋友，也是一代名模的嶋本梢所開設的模特兒經紀公司，最終由於和喬治的夢想理念分歧和現實磨擦無法好好相處，和喬治分手各奔前程，與德森浩行結婚共組家庭。
小泉讓二（配音：濱田賢二（日本）；珍珠贸易（中国大陆）曹冀魯（台灣）；梁偉德、張頌欣（童年）（香港））
本作重要男主角。天才設計師，暱稱「喬治」，就讀矢澤藝術學院（矢澤藝校），與伊莎貝拉、實和子、嵐一同成立品牌「paradise kiss天國之吻」。其母為一代名模小泉雪乃，其父二階堂讓一為大公司董事長，但母親實際上為其父情婦，所以喬治實際上是個私生子。喬治自小缺乏家庭溫暖，雖富裕但不快樂，造就孤僻個性，喜歡設計不切實際的華麗服飾，也因此常被嵐臭罵，與紫相戀的過程因為價值觀思維分歧多番產生摩擦，最後發現自己還可以朝高級訂製服設計師的方向精進，因而選擇前往法國深造。本身喜歡早阪紫但兩人最終未在一起，離開日本前將「天國之吻」的衣物全留給紫。
幸田實和子（配音：松本真理香（日本）；紫色花领（中国大陆）林美秀（台灣）；黃紫嫻（香港））
矢澤藝校的學生，其姊幸田實果子為知名服裝品牌HAPPY BERRY設計師。作者另一部作品近所物語（早期大然出版時名為芳鄰同盟會）便是其姐的故事，也是本作品的姐妹篇。
永瀨　嵐（配音：水谷俊介（日本）；王宇航（中国大陆) 林谷珍（台灣）；何承駿（香港））
實和子的男友。跟實和子、浩行為一起長大的青梅竹馬，一直喜歡著實和子，雖然已經和實和子交往，但還是害怕實和子會回頭喜歡浩行，因此常吃醋，也因此實和子必須和浩行斷絕來往。
山本大助（配音：鈴鹿千春 （日本）；宁荣誉（中国大陆) 鄭仁君（台灣）；謝潔貞（香港））
化名依莎貝拉，不折不扣的男兒身，喜歡穿著華麗的女裝。和喬治自小認識，最後和喬治一同出國留學。

### 其他
德森浩行（配音：内埜則之（日本）感官柜台（中国大陆) 劉傑（台灣）；李凱傑（香港））
實和子和嵐的青梅竹馬，高材生。一開始喜歡著實和子，最後喜歡上早阪紫。故事最終和紫結婚成家。
早坂保子（配音：津田匠子（日本）；雷碧娜（香港））
早坂紫的母親。
早坂卓（配音：津村真琴（日本）；沈小蘭、張裕東（青年）（香港））
早坂紫的弟弟。
小泉雪乃（配音：鷹森淑乃（日本）；沈小蘭（香港））
喬治的母親，一代名模。
嶋本梢（配音：澤海陽子（日本）；黃鳳英（香港））
一代名模，與喬治之母為朋友，開設Treetop經紀公司。他也是近所物語中的角色。和實果子是至交。
幸田實果子（配音：宍戸留美（日本）；陸惠玲（香港））
實和子的姐姐。近所物語的女主角。出現在此作品時已是知名服裝設計師。
山口勤（配音：山口勝平（日本）；雷霆（香港））
實果子的丈夫。攝影師。
山口愛麗絲（配音：宍戸留美（日本）；楊善諭（香港））
實果子和勤的女兒。實和子的外甥女。
如月星次（配音：三木真一郎（日本）；黃榮璋（香港））
日笠（配音：渡邊明乃（日本）；鄭麗麗（香港））
濱田老師（配音：川瀨晶子（日本）；朱妙蘭（香港））
上田（配音：緒方賢一（日本）；朱子聰（香港））
伊莎貝拉的管家。
陶波法司（配音：掟ポルシェ（日本）；朱子聰（香港））
麻生香（配音：斉木美帆（日本）；張頌欣（香港））
與喬治為朋友。一開始看不起喬治，認為他是公子哥兒，但最後喬治打算放棄設計師夢想時是她給了喬治信心。麻生香因獲得矢澤藝校校慶服裝賽第一名而留學英國，近所物語中實果子也是得到此項殊榮出國留學。
二階堂讓一（配音：岩城滉一（日本）；朱子聰（香港））

## 與近所物語的關聯
天堂之吻雖是近所物語的延伸故事，但卻不是續集的形式，近所物語的男女主角到了天堂之吻裡只是配角，天堂之吻的男女主角都是新創，只是身邊的人都跟近所物語的人有相關性，例如實和子是實果子（近所物語女主角）的妹妹，德森浩行和嵐的父母也都是近所物語中的角色，嵐的母親神崎莉莎在近所物語中是實果子的好朋友和同班同學，女主角紫的經紀公司社長鳩本梢也是實果子在近所物語中的同學和好朋友，而天國之吻中他們就讀矢澤藝校，在近所物語中主角也是就讀矢澤藝校，而他們在矢澤藝校的老師也都是濱田老師。

## 出版書籍
| 冊數 | 祥傳社        | 祥傳社             | 尖端出版      | 尖端出版             | 测绘出版社（绘尚工作室） | 测绘出版社（绘尚工作室） |
| 冊數 | 發售日期      | ISBN               | 發售日期      | EAN                  | 發售日期                 | ISBN                     |
| ---- | ------------- | ------------------ | ------------- | -------------------- | ------------------------ | ------------------------ |
| 1    | 2000年4月7日  | ISBN 4-396-76219-4 | 2001年2月28日 | EAN 471-9863-04217-6 | 2014年1月                | ISBN 978-7-5030-2526-6   |
| 2    | 2001年1月30日 | ISBN 4-396-76240-2 | 2001年6月14日 | EAN 471-9863-04390-6 | 2014年1月                | ISBN 978-7-5030-2527-3   |
| 3    | 2001年11月5日 | ISBN 4-396-76259-3 | 2002年3月18日 | EAN 471-9863-04574-0 | 2014年1月                | ISBN 978-7-5030-2525-9   |
| 4    | 2002年7月5日  | ISBN 4-396-76276-3 | 2002年11月4日 | EAN 471-9863-04893-2 | 2014年1月                | ISBN 978-7-5030-2524-2   |
| 5    | 2003年8月39日 | ISBN 4-396-76308-5 | 2004年6月24日 | EAN 471-0614-36452-3 | 2014年1月                | ISBN 978-7-5030-2523-5   |

文庫版
| 冊數 | 集英社        | 集英社             |
| 冊數 | 發售日期      | ISBN               |
| ---- | ------------- | ------------------ |
| 1    | 2014年1月17日 | ISBN 4-086-19471-6 |
| 2    | 2014年1月17日 | ISBN 4-086-19472-4 |
| 3    | 2014年2月18日 | ISBN 4-086-19473-2 |
| 4    | 2014年2月18日 | ISBN 4-086-19474-0 |

## 電視動畫

### 製作團隊
- 監督、系列構成、腳本 - 小林治[1]
- 人物設計、總作畫監督 - 結城信輝[1]
- 服裝設計 - 田山淳朗 (A/T)[1]
- 美術監督、服裝師 - 清川あさみ[1]
- 色彩設計 - 堀川佳典
- 美術監督 - 上原伸一
- 攝影監督 - 森下成一
- 編輯 - 木村佳史子
- 音響監督 - 三間雅文
- 音樂 - THE BABYS、NARASAKI（COALTAR OF THE DEEPERS）
- 製作人 - 松崎容子、伊藤幸弘、山本幸治、丸山正雄、大山良、渡邊哲也
- 動畫製作人 - 諸澤昌男、藤尾勉
- 動畫製作 - MADHOUSE[1]
- 製作 - 天國之吻製作委員會（富士電視台、Aniplex、電通、MADHOUSE、祥傳社）

### 主題曲
片頭曲「Lonely in Gorgeous」
歌、作詞 - Tommy february6 / 作曲・編曲 - MALIBU CONVERTIBL
片尾曲「Do You Want To」
作詞、作曲 - Alex Kapranos、Nick McCarthy / 編曲 - Rich Costy、Franz Ferdinand / 歌 - 法蘭茲·費迪南
插入曲「THE BABYS」
Vo/G 水谷俊介（ex.zoophilia）、B HRUNA、Dr RIE（ex.SOFTBALL）

### 各話列表
| 話數     | 日文標題 | 中文標題 | 分鏡     | 演出     | 作畫監督                     |
| -------- | -------- | -------- | -------- | -------- | ---------------------------- |
| stage-1  |          | 工作室   | 小林治   | 小林治   | 田中雄一                     |
| stage-2  |          | 燈飾     | 堀元宣   | 堀元宣   | 加藤裕美                     |
| stage-3  |          | 吻       | 小林治   | 小林治   | 高岡淳一 濱津武廣            |
| stage-4  |          | 喬治     | 小林治   | 増原光幸 | 窪詔之                       |
| stage-5  |          | 母親     | 石山貴明 | 石倉賢一 | 室井富美江 山田勝哉          |
| stage-6  |          | 新世界   | 西村聡   | 池田重隆 | 竹田逸子 室井富美江 山田勝哉 |
| stage-7  |          | 蝴蝶     | 小林治   | 長濱亘彥 | 冨澤和雄 早川ナオミ          |
| stage-8  |          | 德森     | 堀元宣   | 堀元宣   | 加藤裕美                     |
| stage-9  |          | 設計師   | 田中雄一 | 田中雄一 | 室井富美江 冨澤和雄          |
| stage-10 |          | 玫瑰     | 林重行   | 増原光幸 | 窪詔之                       |
| stage-11 |          | 舞台     | 小林治   | 小林治   | 山田勝哉                     |
| stage-12 |          | 未來     | 小林治   | 小林治   | 加藤裕美                     |

### 播放電視台
| 播放地區       | 播放電視台    | 播放日期                       | 播放時間             | 連播網         | 備註   |
| -------------- | ------------- | ------------------------------ | -------------------- | -------------- | ------ |
| 關東廣域圈     | 富士電視台    | 2005年10月13日 - 12月29日      | 星期四 24:35 - 25:05 | 富士電視台系列 |        |
| 中京廣域圈     | 東海電視台    | 2005年10月13日 - 2006年1月5日  | 星期四 26:05 - 26:35 | 富士電視台系列 |        |
| 近畿廣域圈     | 關西電視台    | 2005年10月17日 - 2006年1月9日  | 星期一 25:30 - 26:00 | 富士電視台系列 |        |
| 岡山縣、香川縣 | 岡山放送      | 2006年3月30日 - 5月4日         | 星期四 25:35 - 26:35 | 富士電視台系列 |        |
| 日本全域       | 富士電視台721 | 2006年3月1日 - 4月5日          | 星期三 21:00 - 21:50 | CS放送         |        |
| 日本全域       | ANIMAX        | 2006年11月20日 - 2007年2月12日 | 星期一 22:30 - 23:00 | CS放送         | 有重播 |

## 電影
《天國之吻》，改編自同名漫畫的日本愛情電影。北川景子、向井理主演。2011年6月4日公映。

### 製作
- 制作：IMJ Corporation
- 配給：華納兄弟
- 導演：新城毅彦
- 編劇：坂東賢治
- 原著：矢澤愛 （天國之吻）
- 音乐：池赖广
- 制作总指挥：威廉·埃尔顿
- 摄影：安田光
- VFX导演：小田一生
- 主題曲：YUI - 《HELLO ～Paradise Kiss～》
- 插曲：Sweetbox - 《I Know You're Not Alone》、《Everything's Gonna Be Alright》
- 片尾曲：YUI - 《YOU》

### 演員陣容
| 演員       | 角色               | 年齡 | 配音﹙香港） |
| 北川景子   | 早坂紫             | 17歲 | 陳皓宜       |
| 向井理     | 小泉讓二           | 23歲 | 周良鴻       |
| 賀来賢人   | 永瀨嵐             | 18歲 | 李致林       |
| 五十嵐隼士 | 山本大助(伊莎贝拉) | 20歲 | 張裕東       |
| 山本裕典   | 德森浩行           | 18歲 | 麥皓豐       |
| 大政絢     | 幸田實和子         | 17歲 | 余欣沛       |
| 加藤夏希   | 麻生香             | 19歲 | 曾秀清       |
| 平山浩行   | 如月星次           |      | 梁偉德       |

### 衍生作品
《天國之吻:放學後》
於LISMO劇!上傳的衍生影集。5月6日 - 5月27日（每週五）上傳，全4話。
- 出演 - 向井理、五十嵐隼士、大政絢、賀來賢人
- 編劇・監督 - 福田雄一

## 外部連結
- 動畫版天堂之吻官方網站 （页面存档备份，存于）
- 漫畫版天堂之吻官方網站（日語）
- 天堂之吻Animax香港網站
- 電影版天堂之吻官方網站（日語）